# Симондс, Гай
Генерал-лейтенант Гай Грэнвилл Симондс (англ. Guy Granville Simonds; 23 апреля 1903 — 15 мая 1974) — офицер канадской армии, командовавший 2-м канадским корпусом в течение Второй мировой войны. Являлся действующим командующим 1-й канадской армией, приведя союзные войска к победе в Сражении в устье Шельды в 1944. В 1951 году был назначен на должность начальника Генштаба — самая высокая должность в истории канадской армии.

## Происхождение
Гай родился 23 апреля в Бери-Сент-Эдмундс, Англия.
Симондс происходил из семьи военных: его прадед участвовал в британской Ост-Индской компании, дед был генерал-майором. Семья Симондсов имела связи с генералом Первой мировой войны Айвором Максе и лордом Милнером. По материнской линии, его прадед Уильям Истон был богатым коневодом из Вирджинии, а позже переехал в Англию. Элеанор Истон, его мать, была одной из пяти дочерей, четверо из которых вышли замуж за офицеров.
Его отец Сесил, майор, ушедший в отставку в конце 1911 года (когда Гаю было 9 лет) и переехавший со своей семьёй в Британскую Колумбию, устроился работать инспектором на железную дорогу. Планам Сесила, хотевшего открыть свою собственную фирму, не суждено было сбыться из-за требований пройти профессиональные экзамены. Выйдя на службу вновь в начале Первой мировой войны, Сесил был ранен в 1918 году и демобилизован в 1919-м в чине полковника. Семья провела военное время в съёмном доме в городе Виктория. Мать Гая продала семейное имущество, чтобы свести концы с концами. Гаю пришлось прекратить учёбу в школе в возрасте 14 лет, чтобы помогать семье. Существует мнение, что этот период без отца сделал его «одиночкой» и приучил полагаться только на самого себя.
У Симондса было двое братьев — Питер и Эрик и сестра Сисели. Эрик стал лётчиком-испытателем, погиб в июле 1937 года в Англии в авиакатастрофе. Сисели в течение войны работала секретаршей в адмиралтействе. Она и её дочь погибли при бомбардировке Фау-1 в июне 1944 года.